# Diócesis de Chikmagalur
La diócesis de Chikmagalur (en latín: Dioecesis Chikmagalurensis y en inglés: Roman Catholic Diocese of Chikmagalur) es una circunscripción eclesiástica de la Iglesia católica en India. Se trata de una diócesis latina, sufragánea de la arquidiócesis de Bangalore. Desde el 2 de diciembre de 2006 su obispo es Anthony Swamy Thomasappa.

## Territorio y organización
La diócesis tiene 14 015 km² y extiende su jurisdicción sobre los fieles católicos de rito latino residentes en 2 distritos del estado de Karnataka: Chickmagalur y Hassan.
La sede de la diócesis se encuentra en la ciudad de Chikmagalur, en donde se halla la Catedral de San José.
En 2021 en la diócesis existían 42 parroquias.

## Historia
La diócesis fue erigida el 16 de noviembre de 1963 con la bula Indicae regionis condicio del papa Pablo VI, obteniendo el territorio de la diócesis de Mysore.
El 14 de noviembre de 1988 cedió una parte de su territorio para la erección de la diócesis de Shimoga mediante la bula Id spectantes del papa Juan Pablo II.

## Estadísticas
Según el Anuario Pontificio 2022 la diócesis tenía a fines de 2021 un total de 39 995 fieles bautizados.
| Año                                                                             | Población            | Población | Población      | Sacerdotes | Sacerdotes    | Sacerdotes    | Bautizados por sacerdote | Diáconos permanentes | Religiosos | Religiosos | Parroquias |
| Año                                                                             | Bautizados católicos | Total     | % de católicos | Total      | Clero secular | Clero regular | Bautizados por sacerdote | Diáconos permanentes | Varones    | Mujeres    | Parroquias |
| ------------------------------------------------------------------------------- | -------------------- | --------- | -------------- | ---------- | ------------- | ------------- | ------------------------ | -------------------- | ---------- | ---------- | ---------- |
| 1969                                                                            | 33 000               | 3 034 000 | 1.1            | 37         | 30            | 7             | 891                      |                      | 11         | 199        | 20         |
| 1980                                                                            | 49 500               | 3 410 000 | 1.5            | 53         | 47            | 6             | 933                      |                      | 6          | 232        | 29         |
| 1990                                                                            | 35 153               | 2 268 783 | 1.5            | 47         | 37            | 10            | 747                      |                      | 16         | 199        | 29         |
| 1999                                                                            | 38 873               | 2 627 691 | 1.5            | 64         | 48            | 16            | 607                      |                      | 18         | 254        | 33         |
| 2000                                                                            | 38 185               | 2 632 625 | 1.5            | 63         | 47            | 16            | 606                      |                      | 19         | 231        | 33         |
| 2001                                                                            | 39 631               | 2 685 277 | 1.5            | 65         | 46            | 19            | 609                      |                      | 22         | 248        | 33         |
| 2002                                                                            | 39 431               | 2 860 423 | 1.4            | 65         | 46            | 19            | 606                      |                      | 22         | 239        | 33         |
| 2003                                                                            | 39 159               | 2 860 423 | 1.4            | 66         | 48            | 18            | 593                      |                      | 21         | 252        | 33         |
| 2004                                                                            | 36 306               | 2 901 428 | 1.3            | 69         | 49            | 20            | 526                      |                      | 23         | 223        | 34         |
| 2006                                                                            | 36 819               | 3 014 000 | 1.2            | 71         | 53            | 18            | 518                      |                      | 20         | 237        | 34         |
| 2013                                                                            | 58 279               | 3 238 000 | 1.8            | 70         | 50            | 20            | 832                      |                      | 23         | 247        | 38         |
| 2016                                                                            | 31 198               | 2 896 000 | 1.1            | 82         | 54            | 28            | 380                      |                      | 32         | 239        | 42         |
| 2019                                                                            | 39 675               | 2 913 974 | 1.4            | 97         | 64            | 33            | 409                      |                      | 34         | 254        | 42         |
| 2021                                                                            | 39 995               | 2 975 260 | 1.3            | 86         | 63            | 23            | 465                      |                      | 23         | 236        | 42         |
| Fuente: Catholic-Hierarchy, que a su vez toma los datos del Anuario Pontificio. |                      |           |                |            |               |               |                          |                      |            |            |            |

## Episcopologio
- Alphonsus Mathias (16 de noviembre de 1963-12 de septiembre de 1986 nombrado arzobispo de Bangalore)
- John Baptist Sequeira † (26 de enero de 1987-2 de diciembre de 2006 retirado)
- Anthony Swamy Thomasappa, desde el 2 de diciembre de 2006